# مشهور بن عبدالعزیز آل سعود
مشهور بن عبدالعزیز (متولد ۱۹۴۲ در ریاض) سی و چهارمین فرزند ملک عبدالعزیز بنیانگذار عربستان سعودی می‌باشد. او پست و فعالیت سیاسی ندارد اما عضو هیئت بیعت پادشاهی عربستان سعودی است. مادر وی نوف بنت نوف النوری الشعلان نام داشت.

## زندگی‌نامه
مشهور بن عبدالعزیز آل سعود در سال ۱۹۴۲ در شهر ریاض واقع در کشور عربستان سعودی به دنیا آمد. وی فرزند ملک عبدالعزیز اولین پادشاه عربستان سعودی و بنیانگذار این کشور از یکی از همسرانش به نام نوف بنت نوف النوری الشعلان می‌باشد. وی در طول زندگی اش هیچ گونه فعالیت و مقام سیاسی نداشته و ندارد ولی عضو هیئت بیعت پادشاهی عربستان سعودی است. وی دارای یک دختر به نام ساره بنت مشهور است.